# 李长进
李长进，广西贵港人，中华人民共和国政治人物。

## 生平
毕业于西南交通大学。1995年任铁道部第四勘测设计院副院长，1996年任铁道部第二工程局副局长、代局长，2002年7月至2006年9月，任中国铁路工程总公司（中铁工）副总经理；2006年9月至2007年9月，任中铁工董事、总经理、党委副书记。2010年6月，任中铁工董事长、总经理。2018年1月，当选第十三届全国政协委员。
2019年4月24日，李长进与前来中国参加第二届“一带一路”国际合作高峰论坛的马来西亚首相马哈迪·莫哈末举行会谈，双方就区域合作以及恢复吉隆坡大马城项目进行了深入交流并达成广泛共识。